# Basilique et couvent Saint-Pierre de Lima
La basilique (et couvent) Saint-Pierre (en espagnol : Basílica Menor y Convento de San Pedro) est un édifice religieux catholique sis dans le centre historique de la ville de Lima au Pérou. Troisième édifice construit par les Jésuites de la Mission du Pérou sur le site de leur collège Saint-Paul l’église actuelle fut consacrée en 1638. Depuis 1878 l’église est également le 'Sanctuaire National du Sacré-Cœur de Jésus'. Les services pastoraux y sont toujours assurés par les pères jésuites. 

## Histoire
Arrivés en 1568 à Lima, capitale de l’empire colonial espagnol, les Jésuites construisent et ouvrent une importante institution, le collège Saint-Paul.  Une première modeste chapelle, puis église, édifiée en 1569, en fait partie. En 1638, le troisième édifice religieux remplace les précédents : l’église est plus vaste et fastueuse à la mesure de la réputation que s’est acquise le collège comme centre non seulement éducatif mais socioculturel et économique du Nouveau Monde.  
Le maître d’œuvre en est le frère jésuite Martin d'Aizpitiarte, Les plans inspirés de l’église du  Gesù de Rome sont réalisés par le père Nicolás Durán Mastrilli, recteur du collège Saint-Paul qui à cette époque a déjà acquis le rang d’institution universitaire.   
L’église fut consacrée en 1638 en présence du vice-roi, le comte de Chinchón et de 160 religieux jésuites. Mgr Villareal bénit sa plus grande cloche et la baptisa du nom d’Agustina’. Cette cloche appelée populairement  ‘Abuelita’ (Grand-mère), est la plus ancienne du Pérou et se serait courbée à l’enterrement de sainte Rose de Lima, et de saint Martin de Porres. 
Les tremblements de terre sont fréquents à Lima. Certains furent graves. Cependant l’église ne fut jamais que légèrement endommagée : elle est solide.  
À Saint-Pierre (alors appelée Saint-Paul, comme le collège) le saint jésuite Francisco del Castillo prononça pour la première fois en 1655, le ‘Sermon de trois heures’, un long commentaire sur les 'Sept paroles de Jésus en croix'.
L’édifice actuel, avec le collège Saint-Paul qui lui est attenant, témoigne de l’importance qu’avait la ville de Lima comme métropole de la Nouvelle Castille. Les jésuites avaient besoin d’un joyau architectural digne de la religion catholique et de l’Ordre religieux. Au centre du cloitre se trouvait l’ancien cimetière. Il servait également aux représentations théâtrales. 
Lorsqu’ils furent expulsés d’Espagne les jésuites durent également quitter le Pérou et les autres colonies de l'Empire espagnol en Amérique (1772). Les Jésuites sont de retour à Lima en 1871.